# Cyclops caspicus
Cyclops caspicus – gatunek widłonoga z rodziny Cyclopidae, nazwa naukowa gatunku została po raz pierwszy opublikowana w 1942 roku przez szwedzkiego zoologa Knuta Lindberga.